# Мирзоев, Гасан Борисович
Гасан Борисович Мирзоев (род. 11 декабря 1947, Баку, Азербайджанская ССР) — советский юрист, адвокат, президент Гильдии российских адвокатов, ректор Российской академии адвокатуры и нотариата, президент Международной ассоциации русскоязычных адвокатов, председатель Коллегии адвокатов «Московский юридический центр».

## Биография
Гасан Мирзоев родился 11 декабря 1947 года в городе Баку, в семье горских евреев.
Отец — Евдаев Борис Натанович, окончивший в 1946 году Бакинский железнодорожный техникум, был назначен главным инженером железнодорожного депо города Грозного. Мать — Алхазова Дора Шафадьяевна, работала на Грозненской телефонной станции.
В 1948—1963 годах проживал с родителями в году Георгиевске Ставропольского края, где проходил обучение в средней общеобразовательной железнодорожной школе № 18.
В 1964 годах окончил школу № 212 города Баку. Затем учился в школе рабочей молодёжи № 39 города Баку, которую закончил в 1967 году.
В 1969 году сменил имя Григорий на Гасан. В семье было трое детей.

## Образование
- высшее юридическое: Азербайджанский государственный университет имени С. М. Кирова — поступил в 1967 году и окончил в 1976 году, (заочное отделение) специальность-правоведение, юрист. Диплом Б-I № 005705
- высшее экономическое: Московский институт управления им. С. Орджоникидзе в 1989 году, «организатор управления научными исследованиями». Диплом ДВА № 086745

## Учёные степени
- кандидат юридических наук, диплом КТ № 011986 от 27.06.1995 г.
- доктор юридических наук, диплом ДК № 011117 от 20.03.1998 г.

## Учёные звания
- Профессор по кафедре адвокатуры и нотариата, Аттестат Профессора ПР № 011578 выдан Министерством образования РФ 15.12.2004 г.
- Действительный член (Академик) Российской Академии естественных наук, диплом 37-ОПМ от 25.03.1999 г.
- Действительный член (Академик) Российской Академии адвокатуры, (с 2008 г. Российской академии адвокатуры и нотариата) диплом № 001 от 11.05.1999 г.
- Почётный доктор, Бридчпортского Университета (США), избран в 1998 г.
- Почётный доктор философии университета «EuroSwiss», — решение Национального совета университета «Euroswiss» от 20 сентября 2007 г.

## Трудовая деятельность
- 1964—1966 г.г. — Бакинский завод железобетонных шпал, рабочий;
- 1966—1967 г.г. — Служба в 5 СВПУ Министерства охраны общественного порядка Азербайджанской ССР (рядовой);
- 1967—1971 г.г. — Оперативный дежурный 3 отделения милиции Наримановского РОМ г. Баку, оперуполномоченный ОУР;
- 1971—1973 г.г. — Действительная военная служба в рядах Советской Армии, г. Калинин — областной;
- 1973—1975 г.г. — И. о. военного следователя Баладжарского гарнизона Закавказского военного округа
- 1975—1977 г.г. — Старший юрисконсульт Министерства строительства и эксплуатации автомобильных дорог Азербайджанской ССР;
- 1977—1987 г.г. — Адвокат, заведующий юридической консультацией № 13 г. Баку;
- 1987—1989 г.г. — Государственный арбитр г. Москвы, член Коллегии Государственного арбитража г. Москвы, руководитель службы по предупреждению нарушений законности в хозяйственной деятельности;
- 1989—1991 г.г. — Генеральный Директор Московского государственного центра правовой помощи предприятиям по предупреждению правонарушений (Госюрцентр Мосгорисполкома);
- 1991—1993 г.г. — Служебная загранкомандировка в США. Заместитель генерального директора Российского торгового и культурного центра в Нью-Йорке;
- 1993 г — по н.в. — Председатель Президиума Коллегии адвокатов «Московский юридический центр»;
- 1994 г — по н.в. — Президент Гильдии российских адвокатов, г. Москва
- 1998 г — по н.в. — Ректор, заведующий кафедрой адвокатуры и правоохранительной деятельности, председатель Ученого и Диссертационного советов Российской академии адвокатуры и нотариата.
- 2000—2003 г.г. — избран депутатом Государственной Думы Федерального Собрания Российской Федерации III созыва в составе федерального списка Союза правых сил, заместитель председателя Комитета Государственной Думы по государственному строительству, депутат Парламентского Собрания Союза Белоруссии и России, член Комиссии по законодательству и регламенту;
- 2006—2011 г.г. — Заместитель Президента Федеральной палаты адвокатов РФ;
- 2015 — по н.в. — Президент Международной ассоциации русскоязычных адвокатов

## Общественная деятельность
- Депутат Ахмедлинского поселкового Совета народных депутатов Шаумяновского района г. Баку Азербайджанской ССР (1978—1983 г.г.)
- Депутат Шаумяновского районного Совета народных депутатов г. Баку Азербайджанской ССР (1984—1987 г.г.);
- Сопредседатель избирательного объединения Ассоциация адвокатов России" (1993—1998 г.г.);
- Член Палаты по правам человека и Палаты по науке и культуре Политического консультативного совета при Президенте РФ (1993—2000 г.г.);
- Член национального комитета РФ по десятилетию международного права ООН.(1994—1999 г.г.);
- Заместитель председателя Союза юристов г. Москвы (1994 — по н.в.);
- Заместитель председателя Экспертного совета Комиссии по гражданству при Президенте РФ (1995—2000 г.г.);
- Сопредседатель избирательного объединения «Ассоциация адвокатов России» (1995 г.)
- Председатель редакционных советов журналов «Адвокатские вести», (с 2012 Адвокатские вести России"), «Российский адвокат» (1995 г. — по н.в.);
- Главный редактор журналов «Ученые труды РААН», «Адвокатские вести России» с 2011 по н.в.
- Член ассамблеи Международной и Европейской Ассоциации юристов (1995 — по н.в.);
- Член экспертного совета МВД РФ (1996 по н.в.);
- Сопредседатель Комитета по награждению адвокатскими наградами им. Ф. Н. Плевако и знаком «Почетный адвокат России» (1996 г. — по н.в.);
- Член президиума Центра правовой информатизации СНГ (1997—2000 г.г.);
- Член Политсовета избирательного объединения «СПС» и «Голос России» (1998—2002 г.г.);
- Председатель Координационного Совета Общероссийской общественной организации «Юристы за права и достойную жизнь человека» (1998 г. — по н.в.);
- Член президиума Российской Академии бизнеса и предпринимательства (1998 г.- по н.в.);
- Первый вице-президент Федерального Союза адвокатов России (1999 г. — по н.в.)
- Действительный член (академик) Академии народов мира «Элита» (1999 г. — по н.в.);
- Депутат Государственной Думы Федерального Собрания РФ третьего созыва, зам. Председателя Комитета Государственной Думы РФ по государственному строительству, член Мандатной комиссии, депутат Парламентского Собрания Союза Белоруссия — Россия, член Комиссии по законодательству и регламенту;
- Заместитель Генерального секретаря Международной ассоциации адвокатов (IBA) по России и странам СНГ (2000—2004 г.г.);
- Сопредседатель Центрального Совета адвокатских объединений России (2000 — по н.в.);
- Член Совета при Президенте РФ по вопросам совершенствования правосудия (2001 г. — по н.в.);
- Член Союза писателей, член Президиума Союза писателей России (2002 г. — по н.в.);
- Действительный член (академик) Международной академии возникающих рынков (США) (2004 г. — по н.в.);
- Член Общественной палаты РФ (2005 г. — 30.01.2008 г.);
- Главный редактор журнала: «Ученые труды Российской академии адвокатуры и нотариата» (2006 г. — по н.в.)
- Член Экспертного Совета МВД РФ по вопросам нормотворческой работы, (приказ Министра внутренних дел РФ № 860 от 3 октября 2007 г.)
- Первый Заместитель председателя экспертного совета комитета Государственной Думы по труду, социальной политике и делам ветеранов. (2012 г. — н.в.)

## Награды
- Медаль «За отвагу на пожаре», Указ Президиума Верховного Совета СССР от 08 декабря 1972 г.;
- Нагрудный знак СКВВ. Постановление Президиума советского Комитета ветеранов 09 мая 1990 г.;
- Нагрудный знак «За успехи в работе», приказ Министра юстиции СССР от 20 ноября 1991 г.;
- Заслуженный юрист РФ, Указ Президента РФ от 13 июня 1994 г.;
- Медаль Жукова, Указ Президента РФ от 06 марта 1995 г.;
- Медаль им. А. Ф. Кони, Постановление Коллегии Минюста РФ от 09 февраля 1996 г.;
- Благодарность Президента РФ, п.р. № 358 от 09 июля 1996 г.;
- Медаль «В память 850-летия Москвы», Указ Президента РФ от 23 февраля 1997 г.;
- Лауреат номинации «Бизнес-олимп личности» Золотой книги московского предпринимательства — юбилейного издания, посвящённого 850-летию основания Москвы — 15 июня 1997 г.;
- Медаль им. Ф. Н. Плевако, Постановление Комитета по награждению Золотой медалью им. Ф. Н. Плевако от 23 декабря 1998 г.;
- Памятный знак «120 лет уголовно-исполнительной системе России», решение ГУИН Минюста РФ от 12 марта 1999 г.;
- Орден «За заслуги в развитии науки и экономики», решение президиума РАЕН от 25 марта 1999 г.;
- Нагрудный знак «Почетный адвокат России», решение Комитета по награждению адвокатскими наградами от 30 сентября 1999 г.;
- Серебряная медаль «За укрепление уголовно-исполнительной системы», приказ Министра юстиции РФ от 02 июня 2000 г.;
- Почётное звание и знак «Рыцарь науки и искусств», решение президиума РАЕН от 14 февраля 2001 г.;
- Орден «За заслуги в развитии науки и экономики» I степени, решение президиума РАЕН от 09 декабря 2001 г.;
- Орден «За выдающиеся заслуги в информациологии», постановление Президиума МАИ № 0412-5 от 12 апреля 2002 г.;
- Медаль «За трудовую доблесть», приказ Министра обороны РФ от 17 апреля 2002 г.;
- Медаль «В память 200-летия Минюста России», приказ Министра юстиции РФ от 23 сентября 2002 г.;
- Памятный знак Министерства юстиции РФ, приказ Министра юстиции РФ № 1448-к от 01 октября 2002 г.;
- Международный «Орден Крылатого льва», — решение Международного аттестационного совета при ЮНЕСКО, ОЛ № 0236 от 29 января 2003 г.;
- Диплом за победу во всероссийском конкурсе «Лидер 2003 года» в номинации «Лидер законотворческой деятельности в сфере адвокатуры», — 26 ноября 2003 г.;
- Золотая медаль им. А. Фадеева (литературная премия), постановление Международной ассоциации писателей баталистов и маринистов № 2 от 20 февраля 2004 г.;
- Нагрудный знак «Почётный работник юстиции России», приказ № 114-К Минюста РФ от 10 сентября 2004 г.;
- Памятный знак «125 лет Уголовно-исполнительной системе России», Приказ ГУИН Минюста РФ № 147-к от 13 сентября 2004 г.;
- Орден «За верность адвокатскому долгу», решение Совета Федеральной палаты адвокатов РФ № 8 от 17 сентября 2004 г.;
- Международная премия по информациологии и медаль «Академик И. И. Юзвишин», постановление президиума МАИ № 53 от 04 октября 2004 г.;
- Золотой Орден «Меценат», решение Совета Фонда «Меценаты Столетия» № 30 от 16 декабря 2004 г.;
- Орден Москвы — Решение Президиума Академии развития Москвы и Московского региона по согласованию с Правительством Москвы и Московской Городской Думой № 04 от 01 марта 2005 г., регистрационный № 019;
- Памятная медаль «60 лет победы», Совет ветеранов ЦА МВД РФ от 09 мая 2005 г.;
- Гражданский орден Серебряная Звезда «Общественное признание» от 11 мая 2005 г.;
- Орден Петра Великого I степени, постановление президиума Академии проблем безопасности, обороны и правопорядка № 158 от 20 мая 2005 г.;
- Памятный знак «100 лет генерал-майору Борису Александрову», ГУ Воспитательной работы ВС РФ, приказ Министра обороны РФ № 425 от 06 октября 2005 г.;
- Медаль «Профессионал России», постановление Совета по общественным наградам России № 8 от 08 декабря 2005 г.;
- Юбилейный нагрудный знак «15 лет ТСО», приказ командира в/ч 4043 от 15 июня 2006 г.;
- Памятный знак «10 лет погранотряду МГБ ПМР». Приказ командира в/ч 4043 № 265 от 28 августа 2006 г.;
- Памятный знак «За верность адвокатскому долгу и традициям российской адвокатуры» от 20 сентября 2006 г.;
- Медаль «15 лет Приднестровской милиции», Указ Президента ПМР № 628 от 03 ноября 2006 г.;
- Медаль Международной Полицейской Ассоциации II степени № 071 от 11 декабря 2006 г.;
- Орден Почета Приднестровской Молдавской Республики, Указ Президента ПМР № 354 от 16 мая 2007 г.;
- Медаль Энциклопедии «Лучшие люди России» № 5455, решение главного редактора от 10 июля 2007 г.;
- Медаль «15 лет миротворческой миссии в Приднестровье». Указ Президента ПМР № 486 от 20 июля 2007 г.;
- Почётный знак «Генерал Плиев И. А.» за долголетнюю и добросовестную работу во славу Государства Российского, — Решение наградного комитета Национальной ассоциации объединения запаса Вооружённых сил (МЕГАПИР) от 05 октября 2007 г.
- 50 лет массового жилищного строительства в Хорошево-Мневниках г. Москвы. Решение муниципального собрания Хорошево-Мневники 12.12 2006;
- Диплом за выдающийся вклад в укрепление единства российской адвокатуры с вручением бронзового бюста Ф. Н. Плевако, — Постановление Комитета по награждению адвокатскими наградами им. Фёдора Никифоровича Плевако и знаком «Почётный адвокат России» № 63 от 06 февраля 2007 г.;
- Почётная грамота Государственной Думы Федерального собрания Российской Федерации, — Решение Государственной Думы ФС РФ от 15.11.2007;
- Золотая медаль Государственной Думы Федерального собрания Российской Федерации — Решение Председателя Государственной Думы ФС РФ от 15.11.2007;
- Золотая медаль «Почётный адвокат» Адвокатской палаты Московской области, — 21.11.2007;
- Орден III степени «Сдержанность и компетентность» Национального фонда «Во благо Отечества», — 21.11.2007;
- Медаль I степени «За заслуги в защите прав и свобод граждан», — Решение Совета Федеральной палаты адвокатов Российской Федерации № 3 от 30.11.2007;
- Орден св. Александра Невского «За труды и Отечество», — Решение экспертно-редакционного Совета Высшей Российской Общественной награды ордена св. Александра Невского «За труды и отечество» № 41/РН-01 от 30.11.2007;
- Знак «За содействие МВД», — приказ МВД России № 1156 от 4.12.2007;
- Медаль «За веру и добро», Постановление Губернатора Кемеровской области № 61-пн от 4.12.2007;
- Медаль «За честь и мужество», — Постановление Губернатора Кемеровской области от 4.12.2007;
- Орден «Трудовая слава» Приднестровской молдавской республики, — Указ Президента ПМР № 800 от 6.12.2007;
- Почётная грамота Совета Федерации Федерального собрания Российской Федерации № 1669, — 7.12.2007;
- Медаль Международной Полицейской ассоциации I степени, — 10.12.2007;
- Орден «Рыцарь знаний и справедливости» Российской Академии естественных наук, — 10.12.2007;
- Международный орден «За заслуги в развитии информационного общества» общественной организации «Международная академия информатизации», — 11.12.2007;
- Почётный знак «За заслуги в развитие физической культуры и спорта», — Приказ Руководителя Федерального агентства по физической культуре и спорту № 91 ПЗ от 11.12.2007;
- Золотая медаль «За укрепление уголовно-исполнительной системы», — Приказ Федеральной службы исполнения наказаний № 1097 л от 11.12.2007;
- Орден Русской Православной Церкви Святого благословенного князя Даниила Московского III степени, — Указ Патриарха московского и всея Руси Алексия II № 812 от 12.12.2007;
- Орден «За службу России», — Решение Международной Ассоциации «Слава России» от 18.12.2007;
- Медаль «Миротворец», — Решение от 11.02.2008 г.;
- Медаль «Человек тысячелетия», — Решение Фонда «Наше тысячелетие» от 11.04.2008 г.;
- Орден Г. Р. Державина «За вклад в русскую литературу» № 016, Решение наградной комиссии Литературного фонда Московской области и Московской городской организации Союза писателей России от 26.08.2008;
- Юбилейная медаль «20 лет вывода советских войск из Афганистана», Решение Оргкомитета по подготовке к 20-летию вывода советских войск из Афганистана и 65-й годовщине Победы в Великой Отечественно войне, протокол № 3 от 12.09.2008;
- Нагрудный знак «Почётный знак им. А. Н. Котельникова», Решение Президиума Международной коллегии адвокатов «Санкт-Петербург» от 12.11.2008
- Памятная медаль «International police association» «Братство, долг, честь», Решение Президента Всероссийской полицейской ассоциации А. К. Ганькина от 23.02.2009 г.;
- Диплом литературно-общественной премии «Светить всегда» с вручением ордена «В. В. Маяковский», Приказ Правления Союза писателей переводчиков № 03 от 15.04.2009;
- Орден «За благородство помыслов и дел», Решение Президиума совета ветеранов центрального аппарата МВД РФ № 25 от 05.05.2009;
- Орден «За заслуги», Приказ Председателя Совета ветеранов ЦА МВД России от 09.05.2009;
- Знак отличия Гильдии российских адвокатов «За вклад в развитие адвокатуры», приказ Президента Гильдии российских адвокатов № 35 от 02.09.2009;
- Нагрудный знак «90 лет уголовному розыску», приказ Министра внутренних дел Приднестровской Молдавской Республики" от 02.09.2009 № 526К.
- Медаль «За особый вклад в развитие Кузбасса» I степени, Постановление Губернатора Кемеровской области № 28-ПН от 07.09.2009;
- Орден Международной Полицейской Ассоциации II степени, — решение от 24.09.2009;
- Почётный знак отличия «За отличную службу в МВД», — приказ Министра внутренних дел Приднестровской Молдавской Республики от 24.10.2009 № 541К;
- Памятный нагрудный знак «За мужество и любовь к Отечеству 1941—1945», — решение Совета Международного общественного фонда им. Полководца Г. К. Жукова № 11 от 01.11.2009.
- Памятная медаль «90 лет Всесоюзного Ленинского Коммунистического Союза Молодежи» вручена Центральным комитетом КПРФ 30.12.2009;
- Диплом «За верное служение отечественной литературе» с вручением медали «55 лет Московской городской организации Союза писателей России 1954—2009 г.» 30.12.2009;
- Медаль «Генералиссимус Александр Суворов», — решение Правления Союза писателей баталистов и маринистов № 1 от 15.02.2010 г.
- Памятная медаль «65 лет победы в Великой Отечественной войне» от 9.05.2010 г.
- Памятная медаль И. Д. Путилина от 10.03.2010 г.
- Памятный знак «20 ФСАП» от 11.06.2010
- Почетный знак отличия «Трудовая доблесть. Россия» от 31.05.2010 г.
- Медаль «65 лет победы в Великой Отечественной войне» от 20.04.2010 г.
- Медаль «20 лет Приднестровской Молдавской республике» от 31.08.2010 г.
- Памятная медаль «В ознаменование 140-летия со дня рождения В. И. Ленина»
- Орден «За благородство помыслов и дел» № 335
- Медаль 60 лет ФСО
- Общественная медаль «Служа закону- служим народу»
- Медаль «За укрепление международного сотрудничества» № 957 от 22 11.2010 г.
- Памятная медаль «50 лет космонавтике»
- Медаль «Международный адвокат» № 0056 ОТ 24.12.2010 г.
- Золотой знак «Кузбасс» № 10-ПК от 25.04.2011 г.
- Знак "65 лет юридической службе МВД России от 11.07.2011 г.
- Медаль «За достижение цели» 2011 г.
- Орден «М. Ю. Лермонтов» № 015 от 21.11.2011 г.
- Медаль «Ветеран труда», Указ Президиума Верховного Совета СССР от 13 февраля 1990 г.;
- Почётная грамота Адвокатской палаты г. Москвы, 11 декабря 2012 г.;
- Знак отличия «За верность закону I степени», Приказ Генеральной прокуратуры РФ № 97-по от 17.07.2017 г.;
- Медаль «За вклад в укрепление правопорядка», Приказ МВД РФ № 1080 л/с от 24.10.2017 г.;
- Медаль «За заслуги», Приказ Следственного комитета РФ № 269 кца/п от 30.11.2017 г.;
- Серебряная медаль «За содействие», Приказ Министерства юстиции РФ № 1710-лс от 06.12.2017 г.;
- Орден «За заслуги», решение Президиума Совета ветеранов МВД РФ № 3189 от 11.12.2017 г.;
- Медаль ордена «За заслуги перед отечеством» II степени Указ Президента РФ № 513 от 10.09.2018;
- Почетный юбилейный знак «Московская городская Дума. 25 лет», 30.05.2019 г.;
- Медаль «За защиту российского бизнеса» и Диплом за активную гражданскую позицию в оказании помощи предпринимателям во время распространения коронавирусной инфекции (учреждена Межрегиональной общественной организацией «Московская ассоциация предпринимателей»), 19.08.2020 г.[1]
- Орден Дружбы (21 декабря 2023 года) — за заслуги в укреплении законности, защите прав и интересов граждан, многолетнюю добросовестную работу[2]
- Нагрудный знак Министерства иностранных дел ПМР «За вклад в развитие международных связей»[3]

## Военная служба и воинские звания
- 12.11.1971- 26.11.1973 проходил действительную военную службу в ВВС СССР на должностях рядового и сержантского состава (Бреславльское Краснознаменное авиационное соединение, пос. Мигалово, Калинин-9 областной, Московский военный округ)
- 20.11.1973-17.11.1975 и. о. военного следователя Военной прокуратуры Баладжарского гарнизона Закавказского военного округа
- 25.11.1975 приказом Министра обороны Союза ССР № 252 присвоено воинское звание лейтенант юстиции
- 18.09.1983 приказом КЗАКВО МОССР № 15 присвоено воинское звание старший лейтенант юстиции
- 29.08.1988 Приказом КЗАКВО МОССР № 31 присвоено воинское звание капитан юстиции
- 22.02.2000 Приказом Министра обороны РФ № 127 присвоено воинское звание майор юстиции
- 16.02.2002 Приказом Министра обороны РФ № 100 присвоено воинское звание подполковник юстиции
- 13.09.2006 Приказом Министра внутренних дел Приднестровской Молдавской Республики № 108 присвоено специальное звание Полковник милиции
- 05.07.2007 Приказом Министра обороны РФ № 661 присвоено воинское звание полковник юстиции
- 13.08.2007 Указом Президента Приднестровской Молдавской Республики № 527 присвоено специальное звание генерал-майор милиции

## Семья
Женат, имеет троих дочерей, сына и шестерых внуков.